# Allose
L'Allose est un aldohexose rare. 
Il est l'épimère en C3 du glucose (c’est-à-dire que la configuration spatiale du carbone 3 est inversée par rapport au glucose).
Il a été isolé dans les feuilles d'un arbuste africain Protea rubropilosa. 
Il est soluble dans l'eau et insoluble dans le méthanol.
Dans l'eau, la forme tautomère prédominante est la forme bêta-D-allopyranose  (70 %).
| Isomère du D-Allose | Isomère du D-Allose   | Isomère du D-Allose   |
| Forme linéaire      | Projection de Haworth | Projection de Haworth |
| ------------------- | --------------------- | --------------------- |
| <1 %                | α-D-Allofuranose 5 %  | β-D-Allofuranose 7 %  |
| <1 %                | α-D-Allopyranose 18 % | β-D-Allopyranose 70 % |